# Extracelulární matrix

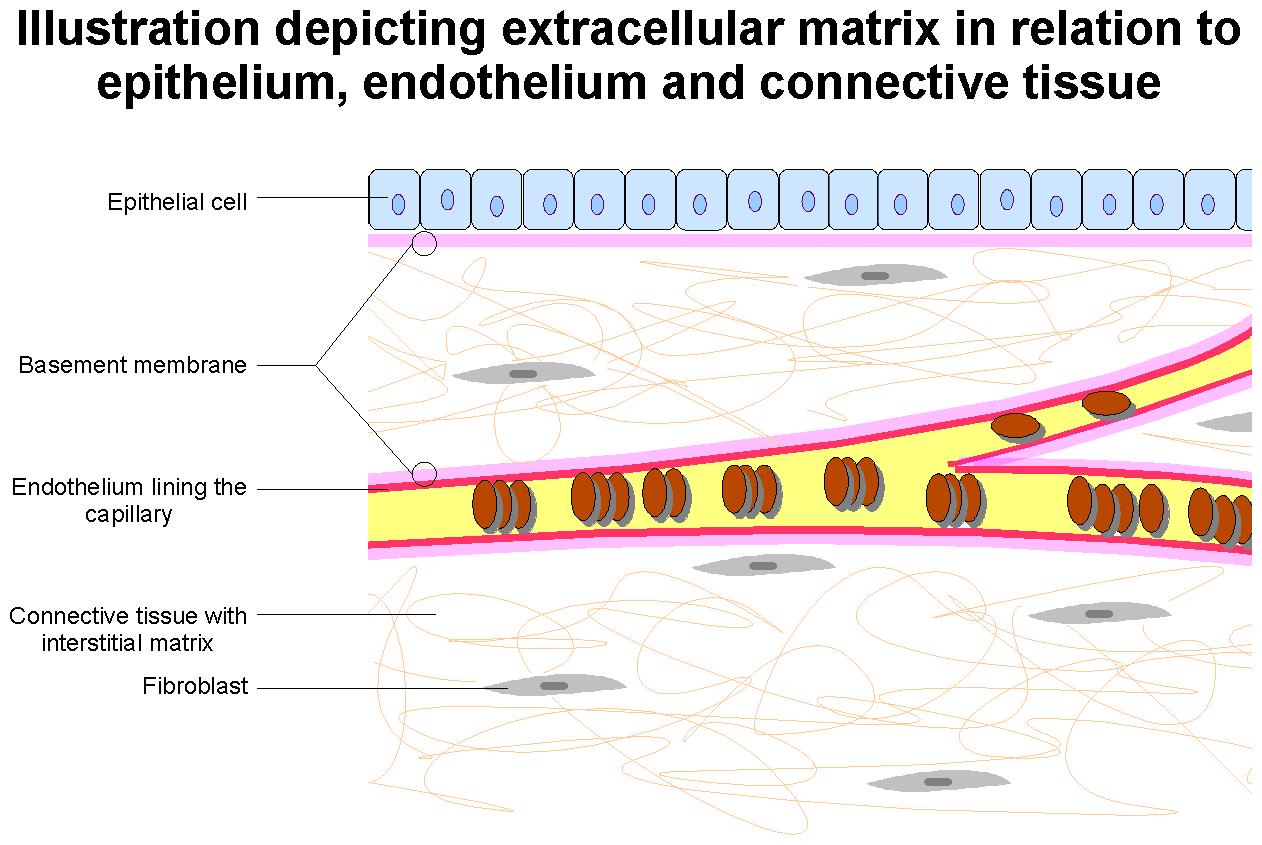
Extracelulární matrix pod vrstvou epitelových buněk, schematicky

Extracelulární matrix (ECM, lat. mātrīx extracellulāris) či mezibuněčná hmota je materiál ukládající se v mezibuněčných prostorech. Skládá se z proteinů (zejména kolagen) a z glykosaminoglykanů (zejména proteoglykanů) a glykoproteinů (laminin, fibronektin). Velké množství extracelulární matrix produkují například fibroblasty, buňky vaziva. Část extracelulární matrix se vyskytuje v podobě tzv. bazálních lamin na bázi epitelů. U rostlin poněkud podobnou funkci zastává celulóza.
Extracelulární matrix je k buňkám přichycena pomocí integrinů. Vznik ECM byl zcela zásadní pro evoluci živočichů. Umožňuje uchycení buněk, mezibuněčnou komunikaci, pružnost (zejména elastinová složka), má svou úlohu v buněčné diferenciaci a ve vývoji embrya (např. uhnízdění blastocysty, vývoj nervové soustavy), ve vývoji nádorů. Představuje většinu celkového objemu většiny tkání. Přímým důsledkem chyb v utváření ECM jsou nemoci jako Marfanův syndrom.
Vznik extracelulární matrix byl zcela zásadní pro evoluci mnohobuněčnosti, bez této hmoty by totiž buňky jen stěží mohly držet pospolu.